# Gagny
Gagny è un comune francese di 40 189 abitanti stimati nel 2014 situato nel dipartimento della Senna-Saint-Denis nella regione dell'Île-de-France.

## Geografia fisica
Gagny è una città situata 15 km a est di Parigi.

### Comuni limitrofi
Il comune confina:
- a nord-est con Montfermeil
- a nord con Clichy-sous-Bois
- a nord-ovest con Le Raincy
- a ovest con Villemomble
- a sud con Neuilly-sur-Marne
- a sud-est con Gournay-sur-Marne
- a est con Chelles

## Storia

### Simboli
Lo stemma comunale è stato adottato nel 1935. È l'emblema dei religiosi di Saint-Faron con, sul tutto, lo scudo degl Hocquart, signori di Monfermeil, le cui tre rose d'argento sono state sostituite dalle ruote d'automobile per ricordare il raduno dei "Taxi della Marna" a Gagny. Questi erano i taxi parigini requisiti dall'esercito francese durante la prima battaglia della Marna, il 6 e7 settembre 1914, per trasportare sul campo di battaglia gli uomini di una brigata di fanteria inviata come rinforzo da Parigi; ad essi fa riferimento anche il motto Exierunt mille ad victoriam ("Partirono in mille verso la vittoria").

## Società

### Evoluzione demografica
Abitanti censiti

## Amministrazione

### Dipartimento
Fino alla legge del 10 luglio 1964, la città faceva parte del dipartimento della Seine-et-Oise. 
Dopo la divisione degli ex-dipartimenti di Senna e di Seine-et-Oise, la città appartenne alla Seine-Saint-Denis (1º gennaio 1968).

### Gemellaggi
- Minden
- Charlottenburg-Wilmersdorf
- Tavarnelle Val di Pesa
- Sutton
- Gladsaxe[1]